# Mitre 10 Cup 2016
La Mitre 10 Cup 2016 fue la cuadragésimo primera edición y undécima con el formato actual del principal torneo de rugby profesional de Nueva Zelanda.
El campeón de la competición fue el equipo de Canterbury quienes lograron su decimotercer campeonato.

## Sistema de disputa
Los equipos enfrentan a los seis equipos restantes de su división y disputan cuatro encuentros inter-división, totalizando 10 encuentros, 
- Los cuatro equipos con mejor clasificación al final de la fase de grupos de la Premiership clasifican a semifinales buscando el título de la competición, mientras que el séptimo lugar desciende al Championship de la temporada siguiente.

- Los cuatro mejores clasificados del Championship clasifican a semifinales buscando el ascenso a la Premiership de la temporada siguiente, el campeón asciende de manera automática a la división de honor.

## Premiership - Primera División
- Clasificación[1]

| Pos. | Equipo           | Encuentros | Encuentros | Encuentros | Encuentros | Tantos | Tantos | Tantos | PB | PB | Puntos |
| Pos. | Equipo           | PJ         | PG         | PE         | PP         | F      | C      | Dif    | BO | BD | Puntos |
| ---- | ---------------- | ---------- | ---------- | ---------- | ---------- | ------ | ------ | ------ | -- | -- | ------ |
| 1.º  | Canterbury       | 10         | 8          | 0          | 2          | 397    | 219    | +178   | 7  | 1  | 40     |
| 2.º  | Taranaki         | 10         | 7          | 1          | 2          | 338    | 259    | +79    | 5  | 2  | 37     |
| 3.º  | Tasman           | 10         | 7          | 1          | 2          | 306    | 234    | +72    | 3  | 1  | 34     |
| 4.º  | Counties Manukau | 10         | 6          | 0          | 4          | 284    | 234    | +50    | 6  | 4  | 34     |
| 5.º  | Waikato          | 10         | 5          | 1          | 4          | 269    | 259    | +10    | 6  | 2  | 30     |
| 6.º  | Auckland         | 10         | 5          | 0          | 5          | 335    | 302    | +33    | 7  | 3  | 30     |
| 7.º  | Hawke´s Bay      | 10         | 2          | 0          | 8          | 253    | 385    | –132   | 4  | 3  | 15     |

|  | Semifinalista.            |
|  | Descenso al Championship. |

### Semifinales
| 23 de octubre | Canterbury | 22 - 7 | Counties Manukau | AMI Stadium, Christchurch |  |

| 23 de octubre | Taranaki | 29 - 41 | Tasman | Yarrow Stadium, New Plymouth |  |

### Final
| 29 de octubre | Canterbury | 43 - 27 | Tasman | AMI Stadium, Christchurch |  |

| Bandera de Nueva Zelanda |
| Campeón Canterbury       |
| Décimo tercer título     |

## Championship - Segunda División
- Clasificación[2]

| Pos. | Equipo        | Encuentros | Encuentros | Encuentros | Encuentros | Tantos | Tantos | Tantos | PB | PB | Puntos |
| Pos. | Equipo        | PJ         | PG         | PE         | PP         | F      | C      | Dif    | BO | BD | Puntos |
| ---- | ------------- | ---------- | ---------- | ---------- | ---------- | ------ | ------ | ------ | -- | -- | ------ |
| 1.º  | Otago         | 10         | 7          | 0          | 3          | 290    | 267    | +23    | 5  | 1  | 34     |
| 2.º  | Wellington    | 10         | 6          | 0          | 4          | 302    | 298    | +4     | 6  | 2  | 32     |
| 3.º  | North Harbour | 10         | 5          | 1          | 4          | 262    | 263    | –1     | 3  | 1  | 26     |
| 4.º  | Bay of Plenty | 10         | 3          | 0          | 7          | 302    | 316    | –14    | 7  | 4  | 23     |
| 5.º  | Manawatu      | 10         | 4          | 0          | 6          | 259    | 266    | –7     | 4  | 3  | 23     |
| 6.º  | Northland     | 10         | 1          | 0          | 9          | 280    | 380    | –100   | 5  | 2  | 11     |
| 7.º  | Southland     | 10         | 2          | 0          | 8          | 201    | 396    | –195   | 2  | 1  | 11     |

|  | Semifinalista. |

### Semifinales
| 21 de octubre | Otago | 27 - 20 | Bay of Plenty | Forsyth Barr Stadium, Dunedin |  |

| 22 de octubre | Wellington | 37 - 40 | North Harbour | Westpac Stadium, Wellington |  |

### Final
| 28 de octubre | Otago | 14 - 17 | North Harbour | Forsyth Barr Stadium, Dunedin |  |

| Bandera de Nueva Zelanda           |
| Ganador Championship North Harbour |
| Primer título                      |